# KazakhGold
Die KazakhGold Group Limited ist das größte Goldbergbauunternehmen in Kasachstan mit Hauptsitz in Stepnogor und einem Büro in London. Der juristische Sitz befindet sich jedoch auf der Insel Jersey. Es gehört seit 2009 zum russischen Bergbauunternehmen Polyus Gold und notiert an der London Stock Exchange.

## Unternehmensaktivitäten
Das Unternehmen förderte insgesamt 2,26 Tonnen Gold 2009. Davon wurden 504 Kilogramm im Bergwerk Aqsu, 763 Kilogramm im Bergwerk Bestobe und 995 Kilogramm im Bergwerk Zholymbet abgebaut. Eigenen Angaben zufolge verfügt KazakhGold über Reserven von 47 Millionen Unzen Gold.
Die KazakhGold Group hat Tochterunternehmen in Kirgisistan und Rumänien.

## Geschichte
Die KazakhGold Group nahm die Produktion im Jahr 2005 auf, nachdem die Bergwerke und anderen Anlagen erneuert wurden. 
Wegen der Weltwirtschaftskrise brach der Umsatz während des Geschäftsjahres 2008 um mehr als zwei Drittel von 177 Millionen US-Dollar im Jahr 2007 auf 54 Millionen US-Dollar ein.
Mitte 2009 wurde bekannt, dass KazakhGold und das russische Unternehmen Polyus Gold fusionieren werden, das bis dahin bereits 50,1 Prozent der Kazakhgold-Aktien besaß. Die beiden Unternehmen sollen anschließend unter dem neuen Namen Polyus Gold International firmieren. Die Fusion der beiden Unternehmen ist ein technisches Manöver von Polyus Gold, das sich dadurch höhere Liquidität und einen Wegfall von Handelsbeschränkungen erhofft. Im Zuge der Fusion übernahm Kazakhgold dasselbe Corporate Design wie Polyus Gold.

KazakhGold Logo bis 2009

Kurz nach der Übernahme von KazakhGold verklagte Polyus Gold die ehemaligen Besitzer des Bergbauunternehmens, die Asaubajew-Familie wegen Diebstahl von angeblich 450 Millionen US-Dollar.